# 卡尔塞尔
卡尔塞尔，是西班牙巴伦西亚自治区巴伦西亚省的一个市镇。总面积8平方公里，总人口2001人（2001年），人口密度250人/平方公里。